# Karl Schwanzer
Karl Schwanzer (* 21. Mai 1918 in Wien; † 20. August 1975 ebenda) war ein österreichischer Architekt. Er war ein wichtiger Vertreter der Nachkriegsarchitektur, nicht nur in Österreich.

## Leben
Bereits als Mittelschüler plante und errichtete der architekturbegeisterte Karl Schwanzer gemeinsam mit seinem Onkel (einem Zimmermann) am Wiener Schafberg 1935 ein Schrebergartenhäuschen für die Familie. Nach seiner erfolgreichen Matura am Bundesrealgymnasium Wien 7 im Jahr 1936 leistete er seinen Präsenzdienst beim damaligen Bundesheer ab.

### Ausbildung
Karl Schwanzer studierte ab Oktober 1937 Architektur an der Technischen Hochschule Wien. Unmittelbar nach Ablegung der 2. Staatsprüfung und der Verleihung des Titels Diplom-Ingenieur übersiedelte Karl Schwanzer im Herbst 1940 nach Rybnik im damaligen Reichsgau Oberschlesien. Im nur wenige Kilometer entfernten Sohrau (heute Zory) fand Karl Schwanzer nach einigen anderen, vergeblichen Versuchen schließlich ein Dissertationsthema und wurde 1942 mit der Arbeit Neues Bauen im befreiten Oberschlesien. Der Ring in Sohrau. Entschandelung und Gestaltung promoviert. Ziel der Arbeit war es, so das Vorwort, der von 1920 bis 1939 polnischen Kleinstadt „wieder ein rein deutsches Gesicht“ zu geben. Diese Arbeit schrieb er während seiner Dienstverpflichtung als Entwurfsarchitekt beim Luftgaukommando VIII. Nach dem Krieg fand Karl Schwanzer mit seiner Familie in Bodenwöhr in der Oberpfalz eine Anstellung als Technischer Leiter bei der Firma Allbau. Im April 1946 musste er schlussendlich nach Österreich repatriieren.

### Architektentätigkeit
1947 eröffnete Schwanzer sein eigenes Atelier. Am Beginn seiner Tätigkeit als freischaffender Architekt waren die zu bearbeitenden Projekte bescheiden. Die Geschäftsportale und -einrichtungen sowie Ausstellungen, welche den Grundstock der Aufträge in den ersten Jahren darstellten, wurden jedoch, so klein die Aufgaben auch waren, mit einem enormen Aufwand an Energie, Fleiß und Ideenreichtum bearbeitet. Die Beteiligung an nationalen und internationalen Wettbewerben und der damit verbundene Erfolg brachten eine fortlaufende Vergrößerung des Ateliers und eine Vermehrung der Mitarbeiter mit sich. Die internationale Anerkennung des Büros basiert auf der Arbeitsweise und der Einstellung zur Architektur in diesem Büro, dessen Leitgedanke „Qualität geht vor Verdienst“ war. Mit dem Bestreben, das befriedigende Gelingen der Projekte über den eigenen wirtschaftlichen Erfolg zu stellen, gab er selbst bei den kleinsten Aufgaben die wesentlichen Impulse und überprüft bei der weiteren Durcharbeitung die Einhaltung des von ihm geforderten qualitativen Niveaus. Die Bearbeitung eines Projektes stellte in seinem Atelier für jeden daran beteiligten Mitarbeiter eine Zerreißprobe dar. Schwanzer, immer auf der Suche nach dem Hundertprozentigen, schonte vom Eingang eines zu bearbeitenden Auftrages bis zur Fertigstellung weder die psychischen noch die physischen Kräfte seiner Mitarbeiter. Am Anfang einer gestellten Aufgabe steht der Wille nach einer neuen, originalen Idee in architektonischer wie in funktioneller Hinsicht. „Stunde um Stunde, Tag um Tag, und immer wieder auch in der Nacht wurde entworfen, diskutiert, geändert, verworfen und wieder von neuem begonnen.“
In der kurzen Schaffenszeit von 1947 bis 1975 entwickelte er eine Vielzahl von prägnanten Bauwerken. Die Form seiner Gebäude stand immer im intensiven Zusammenhang mit der Funktion wie auch der Konstruktion. Dies führte dazu, dass er oftmals die Geradlinigkeit der damaligen Zeit hinter sich ließ und neue Wege der Architektur beschritt. Darüber hinaus war er Möbel- und Objektdesigner und gründete das Österreichische Institut für Formgebung. 1967 gründete er ein zweites Atelier in München.

### Lehre
Von 1947 bis 1951 war Schwanzer Assistent in der Fachklasse für Architektur von Oswald Haerdtl an der Akademie für angewandte Kunst Wien. 1959 wurde er ordentlicher Professor an der Technischen Hochschule Wien und Direktor des Institutes für Gebäudelehre und Entwerfen und hat über eineinhalb Jahrzehnte eine Vielzahl von heute international anerkannten Architekten ausgebildet. 1965/66 war er Dekan der Fakultät für Bauingenieurwesen und Architektur.
Er war ferner ein gefragter Gastprofessor an verschiedenen Hochschulen, wie beispielsweise an der Technischen Hochschule Darmstadt (1964/65), Technische Hochschule Budapest (1967), Universität Riad in Saudi-Arabien (1972).

## Bauten und Projekte

### 1962: Wohnhaus Wien
Das in Hanglage mit zwei Wohngeschoßen errichtete Haus war im Hauptgeschoß mit der Gartenebene verbunden und erzielte durch Schiebewandelemente variable Raumgruppierungen. Durch die Vermeidung fester Grundrissteilungen wurde eine groß wirkende Einraumwohnatmosphäre erzielt, die durch edle Materialwahl hohe Wohnintimität erzielte. Das Haus Schwanzer genannte Haus in der Hawelgasse 23 in Wien-Währing wurde im April 2014 abgerissen.

### 1962–1964: Philips-Haus in Wien

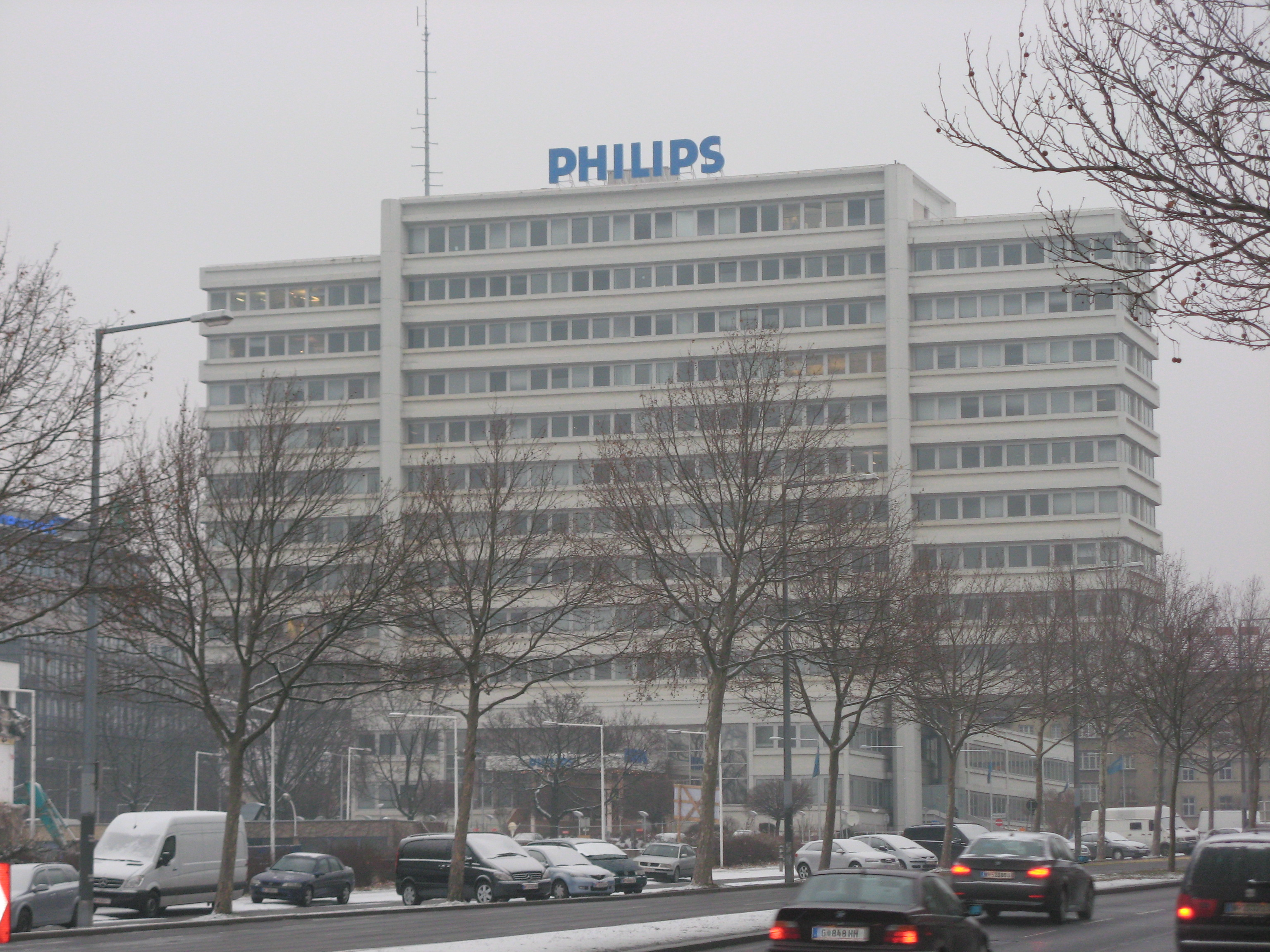
Philipshaus am Wienerberg

Das sogenannte Philipshaus, ein Bürogebäude der Firma Philips, wurde 1962–1964 und 1969/1970 in markanter Lage auf der Hügelkuppe des Wienerbergs errichtet. Zwischen vier Stützen ist der Baukörper in markanter Form eingespannt. Das Gebäude steht unter Denkmalschutz.
Es wurde 2018 als PhilsPlace wiedereröffnet; die früheren Büroräume wurden zu 135 serviced apartements umgestaltet.

### 1964: 20er Haus|Museum des 20. Jahrhunderts Wien

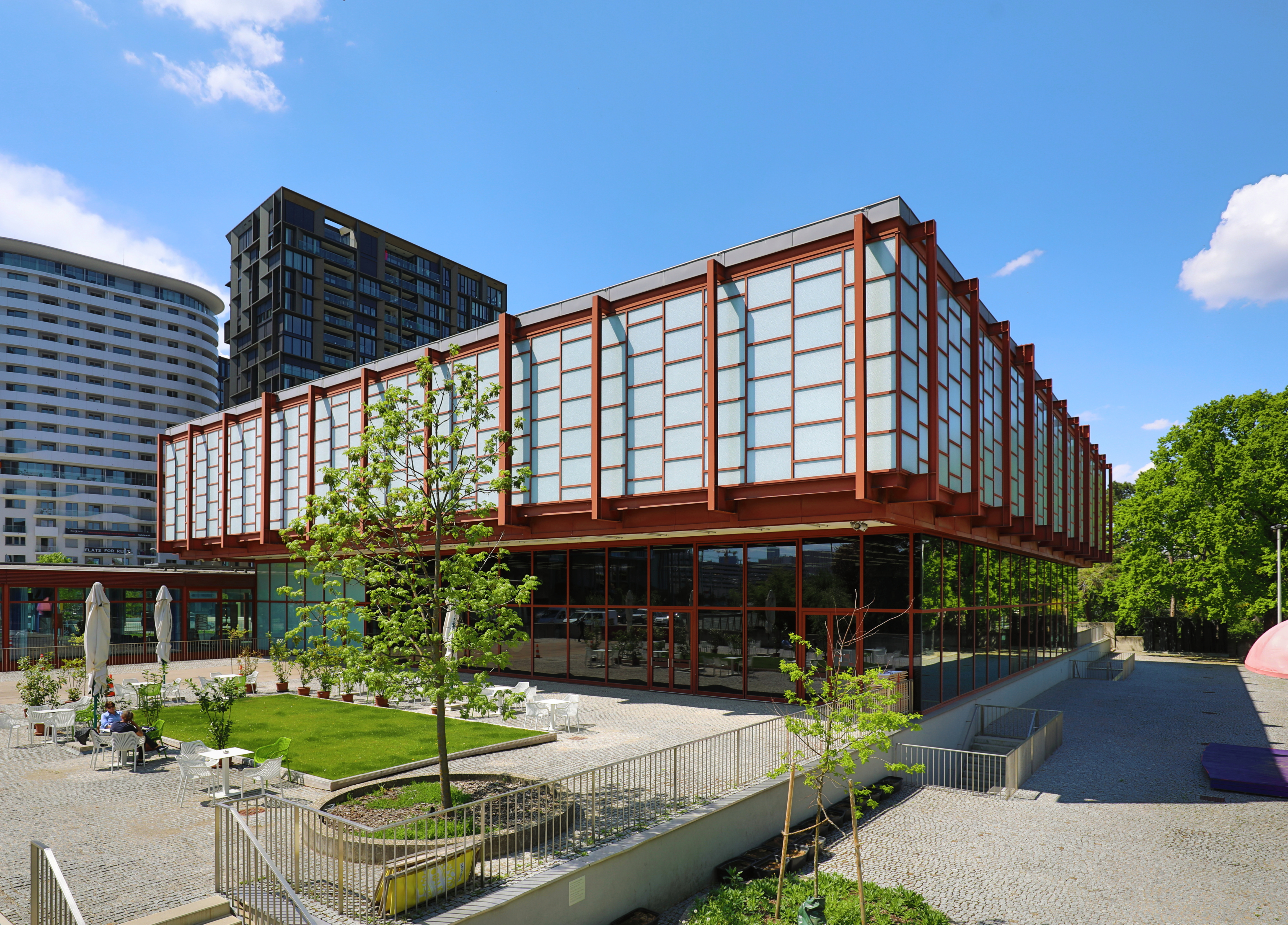
Museum des 20. Jahrhunderts im Schweizergarten in Wien

Der Stahlskelettbau war ursprünglich als Österreich-Pavillon auf der Weltausstellung von Brüssel 1958 aufgestellt, wobei das Geviert zwischen Pylonen als Hof und das Erdgeschoß als überdeckter Freiraum ausgebildet waren.
Veränderungen für das anfänglich nur temporär gedachte Museum Moderner Kunst wurden nach der Wiedererrichtung als 20er-Haus im Schweizergarten in Wien vorgenommen: Das Gerüst des Informationspavillons wurde für Eingangshalle, Büro- und Personalräume sowie für einen kleinen Ausstellungsraum und einen Vortragssaal verwendet. Der Hof wurde daher überdacht und das Erdgeschoß verglast. Dieses umschließen jetzt drei Höfe für Plastiken, sodass das Museum in der Ausstellungszone auch für seine Zwecke nutzbaren Umraum besitzt. Die puristische Konzeption des Baus weist auf das Anschließen an internationale Maßstäbe hin. Das Gebäude steht unter Denkmalschutz und wird vom betreibenden Museum, der Österreichischen Galerie (Belvedere), als Belvedere 21 beworben.

### 1967: Weltausstellung Montreal – Kindergarten der Stadt Wien
Das Gebäude des Kindergartens der Stadt Wien auf der Montrealer Expo folgte der Idee, schon von außen dem Beschauer die Assoziation mit der Welt des Kindes zu vermitteln. Ein Baukastensystem erschien demzufolge in seiner zwingenden Einfachheit die dem Kind gemäße Lösung. In dem Kind selbst soll durch die ihm bekannten Spielzeugelemente des Baukastens eine innere Beziehung und Zuneigung zu der ihm an sich noch ungewohnte Atmosphären in der Kindergartengemeinschaft geweckt werden. Es soll mit Freude das ihm gewidmete Gebäude, durch welches in ihm Erinnerungen an eigenes Bauen und Spielen mit bunten Baukastensteinen geweckt werden, betreten und auch gerne wiederkommen.
Im Gegensatz zur bunten äußeren Erscheinung war das Innere des Baues einfarbig gehalten, um hier dem Kind die ganze Entfaltungsmöglichkeit seiner Phantasie zu belassen, durch die es eine ihm entsprechende Welt schaffen kann, in der es allein die farbigen Akzente erzeugt und setzt.
Die angewandte erprobte Raumkombination von Wiener Kindergärten in der Grundrissaufteilung setzte sich aus einem reich gegliederten Gruppenraum, der Garderobe und den sanitären Anlagen zusammen. Im Gruppenraum befanden sich eine Hauswirtschaftsecke, eine Puppenecke, eine Bauecke, ein Malerwinkel und einige andere für die Spielwelt des Kindes bestimmende Abteilungen. Der Innenraum öffnete sich im Mittelteil des Baues ins Freie, so dass Innenraum und Außenraum sich zu einem gemeinsamen Lebensraum des Kindes vereinen konnten.

### 1967: Österreich Pavillon Montreal
Um die Vielgestalt Österreichs in einem eindrucksvollen Bau auszudrücken, wurde als Leitbild eine Bauform gewählt, das Assoziationen zu kristallinen Strukturen vermittelte. Die Gestaltung des Baukörpers ergab bei gleichzeitiger Reduzierung der Bauteile auf typische Grundelemente eine Variationsmöglichkeit, die in ihrer geometrischen Präzision an die molekulare Struktur würfelförmiger Bauelemente der Kristalle erinnerte. Gedanken an Berge, Edelsteine und Landschaften sollten ebenso angesprochen werden wie Vorstellungen von Präzision, Geometrie, Technik und Systematik. Die Ordnung, die durch Beschränkung auf einander ähnliche Dreieckselemente dem Bau aufgezwungen wurde, ließ trotzdem eine reichhaltige Differenzierung des Raumes, ohne zu schematisieren, zu.
Die Fertigbauelemente wurden aus Aluminiumrahmen mit Ausfachungen aus Aluminiumpaneelen entwickelt und bildeten, als in sich tragfähige Konstruktion, die Außenhaut und die Innenwand in einem.
Der Zusammenbau der verwendeten dreieckigen Flächenelemente, die man immer wieder zu Würfelformen baukastenartig zusammenfügen konnte, ergab eine Vielfalt an Variations-Möglichkeiten, die den Bau lebendig erscheinen ließ, da Wachstum und Veränderungen möglich wären.
Der Österreich-Pavillon wollte über die eigentliche Forderung, nur Gehäuse für Objekte zu sein, hinausgehen und für eine plastische und aggressive Aufstellungs-Architektur mit industriell vorgefertigten Bauelementen eintreten.

### 1968: City Center Wien (Projekt)
Das City Center sollte am Donaukanal zwischen Marienbrücke und Schwedenbrücke errichtet werden. Ein Geschoß sollte als Parkfläche ausgeführt werden, die darüber aufbauend angeordneten Geschoße als Fußgängerebenen. Diese wären durch Stege mit den Gehsteigen der umgebenden Straßen verbunden gewesen. Durch die am Schwedenplatz liegende Station der Stadtbahn und späteren U-Bahn wäre das Center an den hochrangigen städtischen ÖPNV angebunden gewesen. Das Tourist Center des Gebäudes hätte den Planungen folgend auch über Haltestellen für Buslinien zum Flughafen verfügt, sowie über die Haltestellen von Stadtrundfahrt-Bussen, die im Tourist Center ihren Ausgangspunkt gehabt hätten. Schwanzer plante das Gebäude ähnlich einem offenen Kaufhaus, mit zahlreichen Boutiquen und Geschäftslokalen, die auf mehreren Etagen untergebracht gewesen wären.

### 1970–1972: PfarrkircheAuferstehung Christiin Wien-Donaustadt

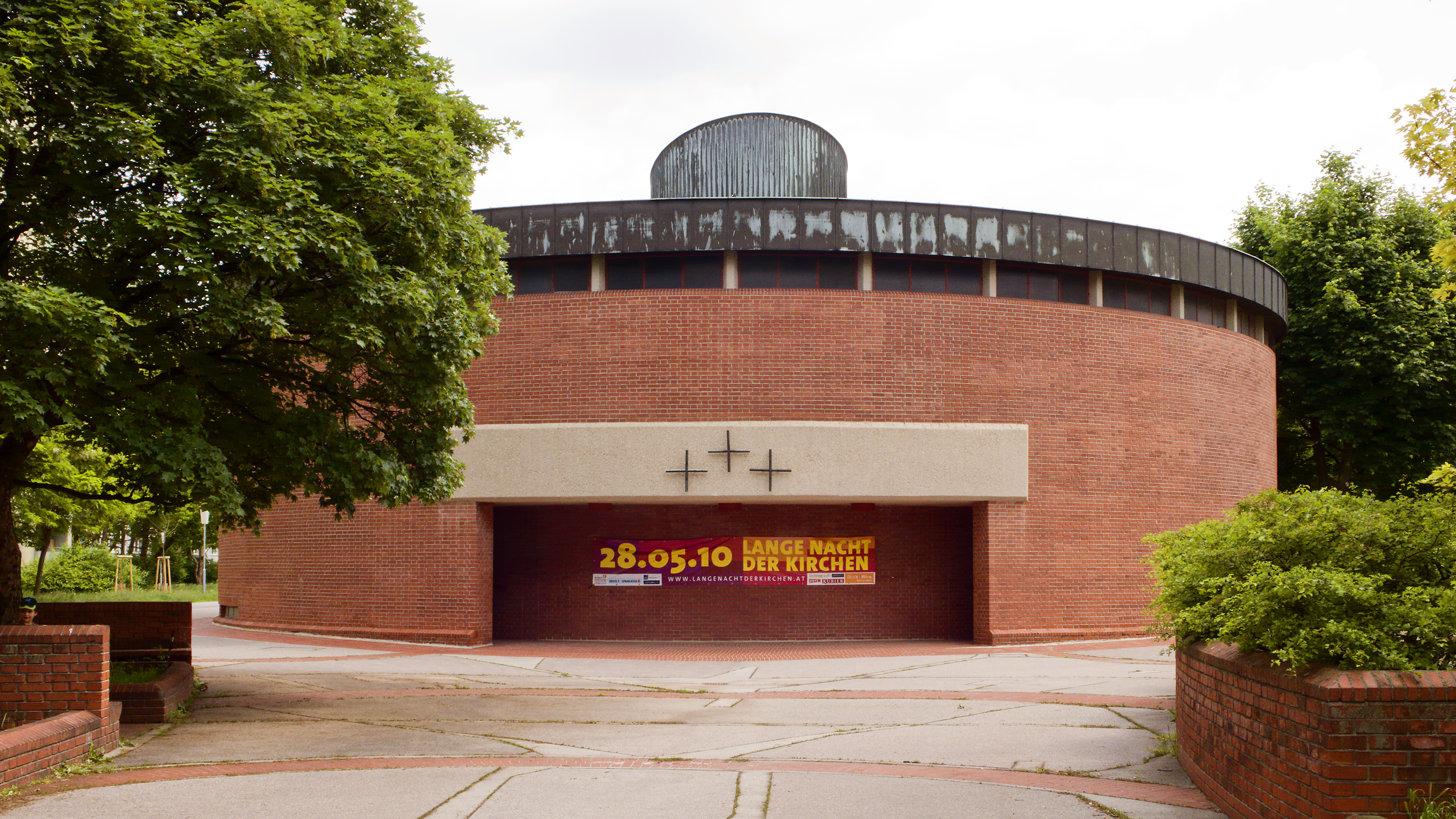
Katholische Pfarrkirche Auferstehung Christi in Wien-Donaustadt

Die Gebäudeanlage besteht aus vier kreisrunden Bereichen, die sich teilweise überlagern. Auch die umliegende Gartenanlage ist mit Kreissegmenten gegliedert.

### 1972: Wifi St. Pölten

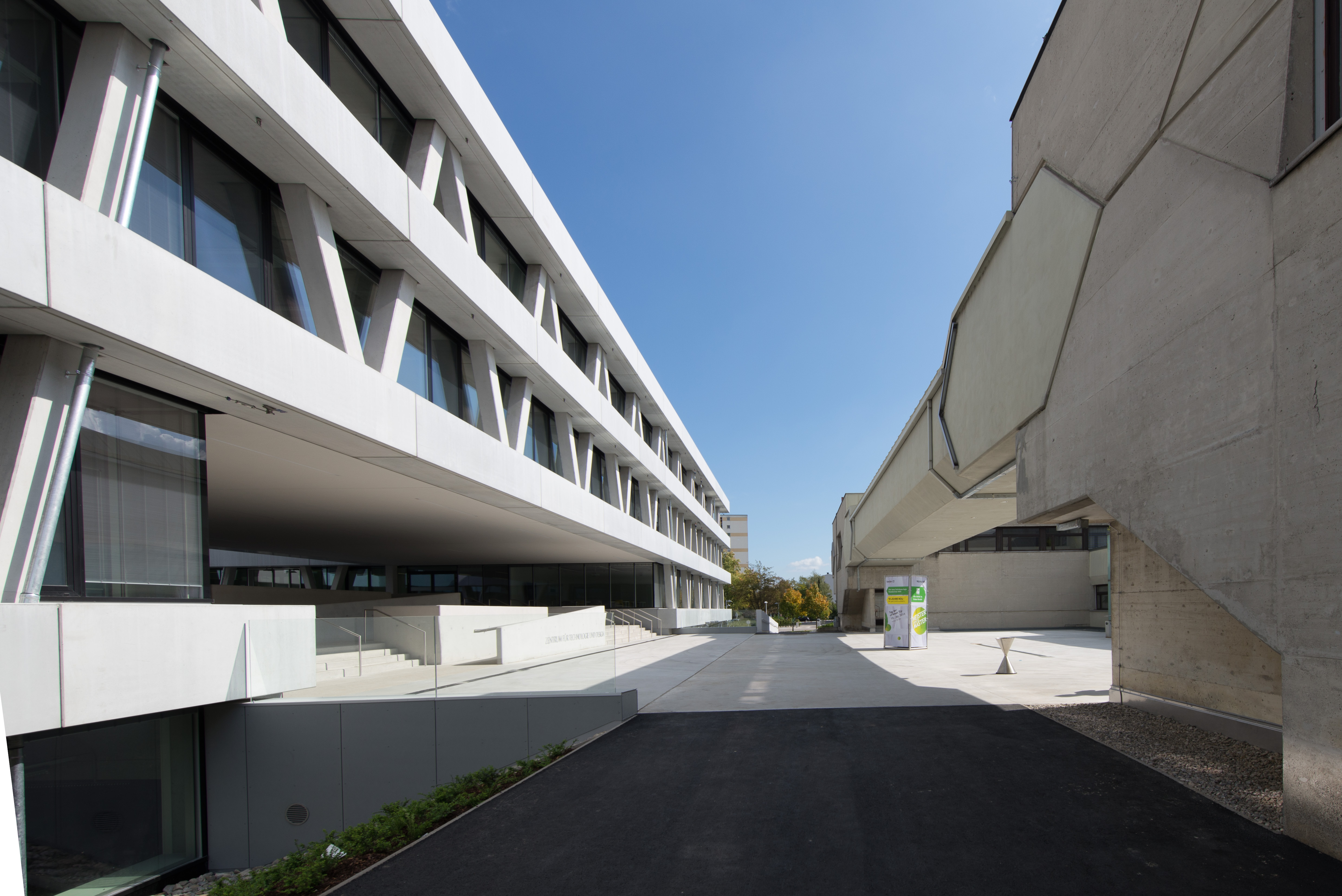
Wifi St. Pölten

Das Lehr- und Werkstättengebäude des Wirtschaftsförderungsinstitutes in St. Pölten sollte den Funktionserfordernissen entsprechend als ein übersichtliches, leicht organisierbares Gebäude errichtet werden. Um den laufenden Veränderungen im Gewerbebereich, der Fertigungstechnik und damit im Kurswesen Rechnung tragen zu können und trotzdem eine größtmögliche Wirtschaftlichkeit unter Berücksichtigung des jeweiligen Ausnützungsgrades zu erzielen, musste eine flexible Multifunktionalität der einzelnen Räume und Raumgruppen angestrebt werden. Das Gebäude steht unter Denkmalschutz.

### 1973: BMW Bauten in München

#### Verwaltungsgebäude

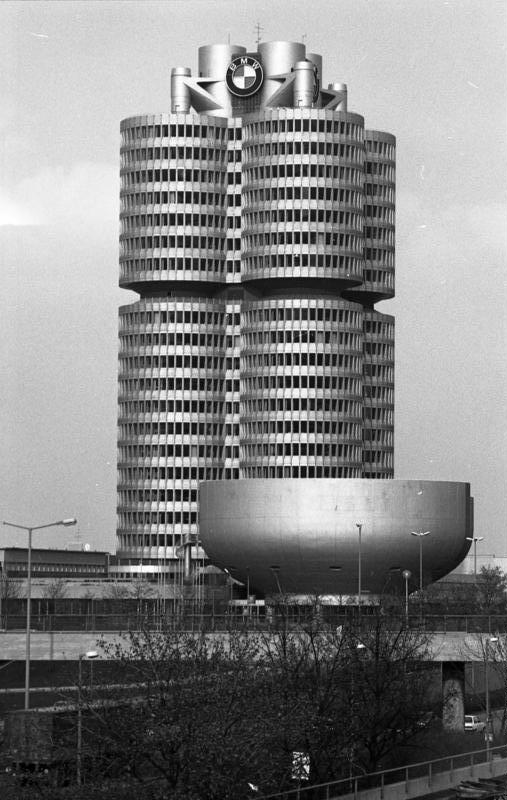
Das BMW Verwaltungsgebäude, davor das Museum

Für den BMW-Vierzylinder ordnete Schwanzer um einen zentralen Schaft (Aufzüge, Treppenhäuser, Toiletten und vor allem tragende Funktion), der viermal halbkreisförmig ausgebuchtet ist, vier Dreiviertelkreise an, die fließend ineinander übergehen. Die Last der Dreiviertelkreisgeschoße wurde mittels Hängekonstruktion auf den zentralen Schaft abgeleitet. Diese Hängelösung ermöglichte sehr schlanke Stützen und die gleichzeitige Ausführung von Roh- und Ausbauarbeiten ohne aufwendige Gerüste. Die aus in Aluminium gegossenen Fensterelementen zusammengesetzte Fassade gewinnt durch die schrägen Leibungen und die dazu gegenläufig geneigten Fenster eine starke plastische Tiefe. Der prägnante „Vierzylinder“ bildet ein symbolträchtiges Wahrzeichen, das aus dem gewöhnlichen Bürohaus-Repertoire herausfällt.

#### BMW Museum
Das Museum hat eine etwa kreisförmige Grundfläche mit rund 20 Meter Durchmesser und erweitert sich nach oben zu einem Flachdach von zirka 40 Meter. Vom Eingang im Erdgeschoß führt ein Weg spiralförmig im Gebäude nach oben, die Ausstellungsstücke befinden sich auf der sich nach außen wölbenden Schale. Vier „Inseln“ auf dem scheinbar frei hängendem Fußweg erlauben weitere Ausstellungsschwerpunkte. Von der oberen Etage führt eine zentrale, frei durch den darunter liegenden Raum verlaufende Rolltreppe zurück ins Erdgeschoß.
Der Leitgedanke der architektonischen Gestaltung war die Fortsetzung der „Straße“ als Funktionsraum für Fahrzeuge in einem Verkehrsbauwerk, das durch eine Schale umhüllt wird. Schwanzer wollte keinesfalls nur museale Abstellräume für Autos schaffen, sondern dem Medium Automobil eine größere Wirksamkeit in einem adäquaten Aktionsraum mit multimedialer Gestaltung geben, der optimale Erinnerungsbilder wirksam werden lässt.

#### Parkgarage
Das Parkhaus mit seinen 1600 Plätzen, das zusammen mit dem Hochhaus, dem Betriebsgebäude und dem Museum an der städtebaulichen Neuordnung des südlichen Firmengeländes wirkt, indem es in dieser Gruppierung vertikaler, horizontaler und gewölbter Baumassen einen weiteren eigenwilligen formalen Akzent setzt, fällt durch seine ungewöhnliche Fassade völlig aus dem Rahmen der üblichen Hochgaragen-Architektur. Durch sinnvolle Planung und Konstruktion konnte das Gebäude aus nur wenigen Elementtypen baukastenartig zusammengesetzt werden. 2017 wurde das Parkhaus abgerissen und neugebaut, lediglich die markante Betonfassade blieb im Originalzustand.

### 1975: Österreichische Botschaft in Brasilia
Der offizielle Charakter dieses Bauwerkes wird durch das symmetrische Konzept der Gesamtanlage unterstrichen. In seiner äußeren Erscheinung hat der Bau ausgeprägten Repräsentationscharakter eines Landes mit hohem kulturellem Erbe, im Inneren beweist mit zurückhaltender Noblesse die intime Atmosphäre Gastlichkeit und Charme.
Der strahlend weiße Baukörper in örtlich vorfabrizierten Leichtbetonelementen bildet einen starken Akzent zwischen dem klaren Blau des Himmels und der roten Erde Brasiliens. Zur Straße hin begrenzt ein niedriger Wassergraben an Stelle einer hohen Abschirmung durch Pflanzen oder einer Umzäunung das Grundstück.
Das Erdgeschoß mit Repräsentationsräumen erstreckt sich riegelartig beinahe über die volle Grundstücksbreite. Im auskragenden Obergeschoß mit Wohn- und Arbeitsräumen schirmt der außen rundum geführte Loggiengang den starken Sonneneinfall ab, lässt aber trotz allem den Blick über die barocker Gartenkunst nachempfundene Grünanlage der Botschaft bis weit in die Landschaft offen.

## Privatleben

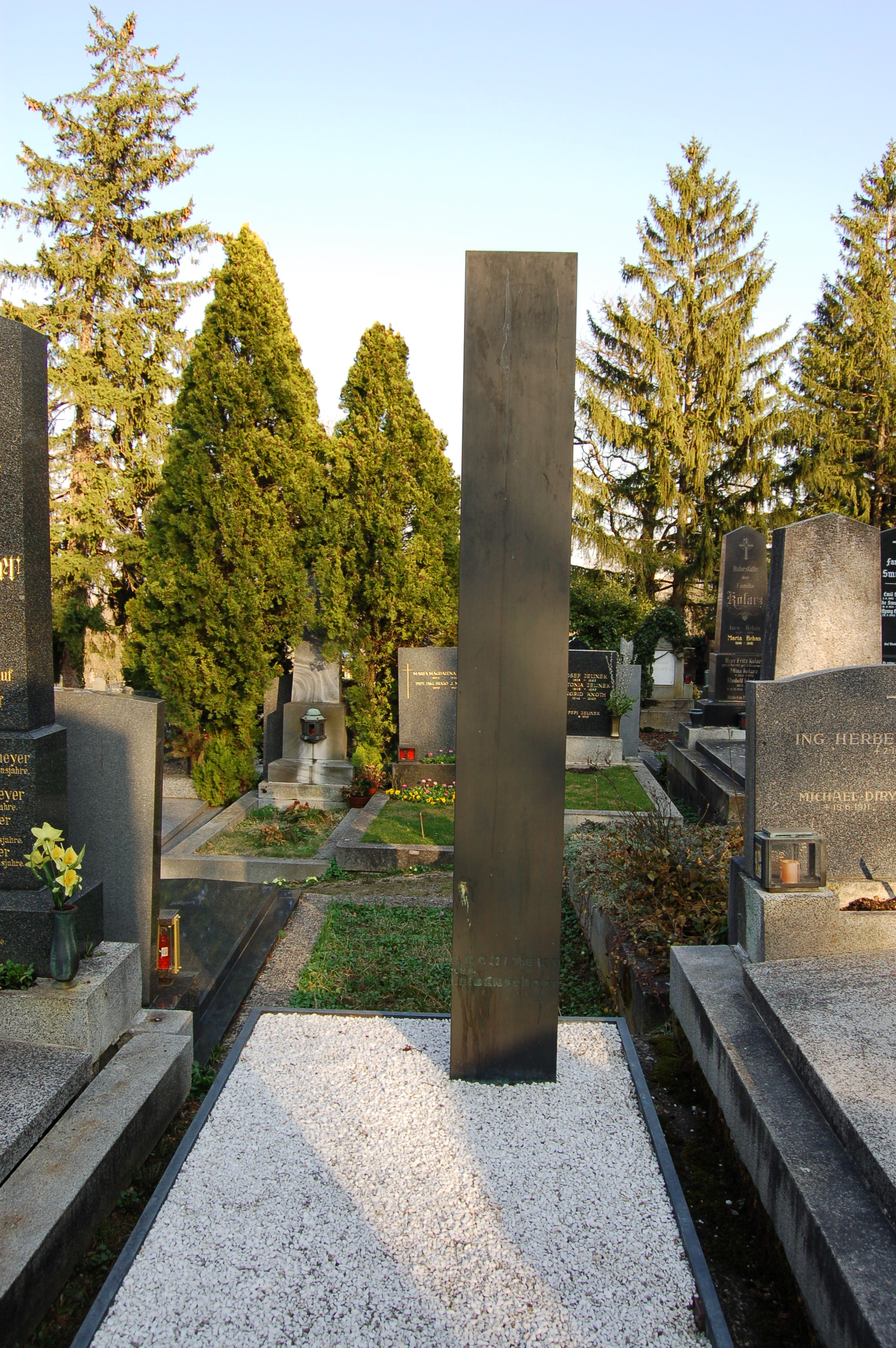
Grabmal von Karl Schwanzer auf dem Neustifter Friedhof

Schwanzer war mit Hilde Döltl verheiratet, sie hatten zwei Söhne.
Schwanzer nahm sich am 20. August 1975 mit 57 Jahren das Leben. Er litt an Depressionen. Er wurde auf dem Neustifter Friedhof in einem ehrenhalber gewidmeten Grab der Gemeinde Wien beigesetzt.

## Auszeichnungen und Ehrungen
- 1954 Josef Hoffmann-Ehrung der Wiener Sezession
- 1958 Silbernes Ehrenzeichen für Verdienste um die Republik Österreich
- 1958 Grand Prix für Architektur auf der Weltausstellung Brüssel
- 1959 Preis der Stadt Wien für Architektur
- 1963 Honorary Corresponding Member of the Royal Institute of British Architects (RIBA)
- 1965 Officier du Mérite Touristique, Frankreich
- 1969 Ehrenmitglied des American Institute of Architects (AIA)
- 1969 Korrespondierendes Ehrenmitglied des Bundes Deutscher Architekten (BDA)
- 1969 Großes Ehrenzeichen für Verdienste um die Republik Österreich
- 1973 BDA-Preis Bayern
- 1974 Architekturpreis Beton des Bundesverbandes der Deutschen Zementindustrie
- 1975 Großer Österreichischer Staatspreis für Architektur (posthum)
- 2008 Benennung der Karl-Schwanzer-Gasse in Wien-Favoriten

## Nachlass
Karl Schwanzers Sohn Martin Schwanzer übergab am 23. Mai 2018 im Rahmen einer Feier 20 Kubikmeter an Materialien des Vaters, außerdem Möbel und Modelle, an das Wien Museum der Stadt Wien. An der Feier nahm Karl Schwanzers einstiger Assistent Günther Feuerstein teil. Der Nachlass soll nun wissenschaftlich aufgearbeitet werden.

## Film
- Er flog voraus. Karl Schwanzer. Architektenpoem, 2022, Regie: Max Gruber mit Nicholas Ofczarek als Karl Schwanzer[12]